# رخالس

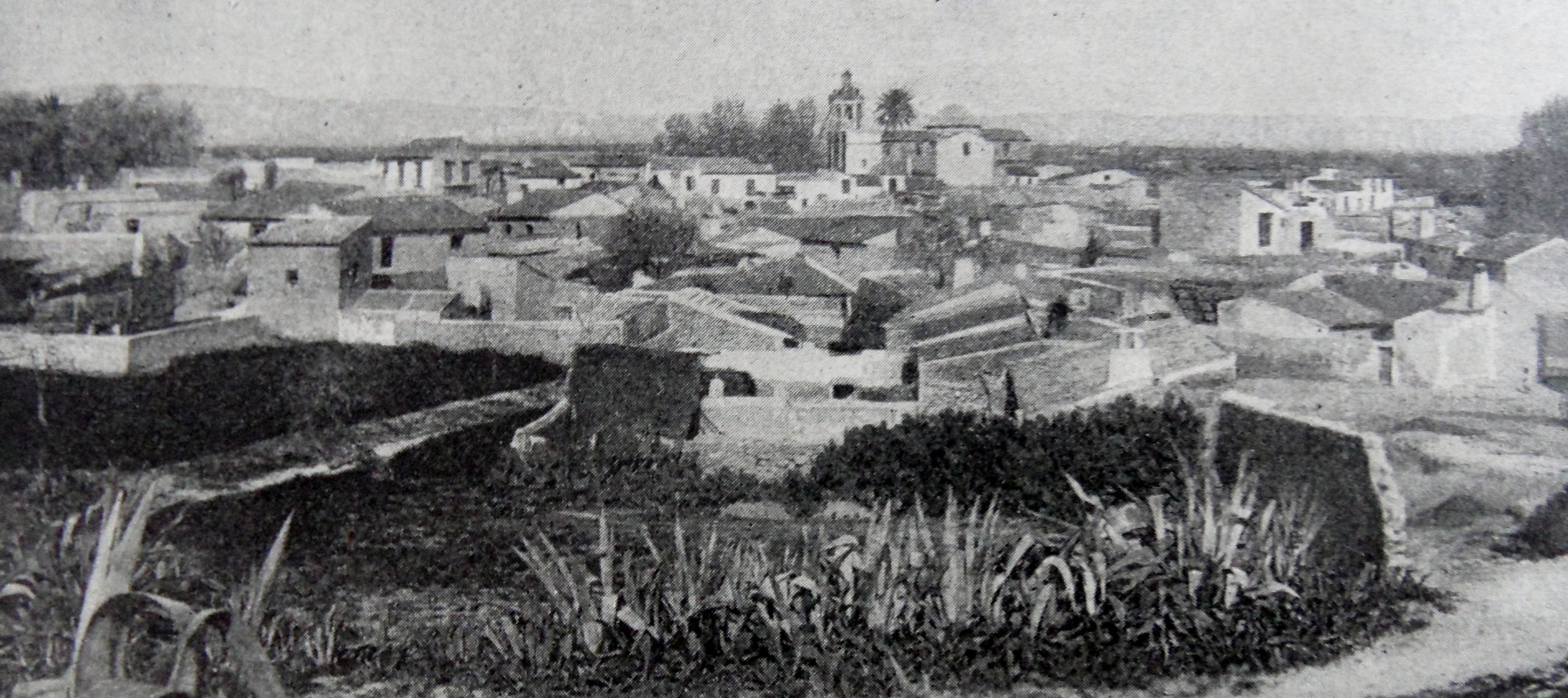
نگاره‌ای کهن از رخالس، دهستانی در آلیکانتهٔ اسپانیا - ۱۹۲۰

رخالس دهستانی در استان آلیکانتهٔ اسپانیا است.
در این دهستان ۱۵٬۹۸۷ نفر زندگی می‌کنند. مساحت این دهستان ۲۷٫۵۹ کیلومتر مربع است.